# إميليو جاسينتو ماوري
إميليو جاسينتو ماوري (بالإسبانية: Emilio Mauri)رسام فنزويلي، ولد في 9 مارس 1855 في لا غوايرا في فنزويلا، توفي في 18 فبراير 1908 في كاراكاس في فنزويلا.